# Luca Filippi
Pour les articles homonymes, voir Filippi.
Luca Filippi, né le 9 août 1985 à Savillan (en italien : Savigliano), dans la province de Coni dans le Piémont en Italie, est un pilote automobile italien. En 2014, il participe à quelques courses de l'IndyCar Series.

## Biographie
Luca Filippi a grandi avec la passion de l'automobile. À l'âge de huit ans, il commence à courir en karting. En 2002, il remporte la sélection Astra et Autosprint et commence son aventure avec la Mazda MX-5 Cup. Il obtient une victoire et deux podiums.
L'année suivante, il participe au championnat de Formule Renault 2000 et se montre parmi les pilotes les plus rapides. En 2004, il continue en Formule Renault et termine le championnat à la troisième place. En 2005, il est engagé par l'écurie FMS pour courir en Formule 3000 italienne. Il remporte le championnat. En fin d'année, Luca Fillipi essaie pour la première fois une Formule 1 du team Minardi et signe des temps intéressants. 
En 2006, il débute dans le championnat GP2 Series avec le team FMSI. En 2007, il pilote pour l'équipe Super Nova Racing. Il remporte la course d'ouverture du championnat à Bahreïn, après avoir décroché la pole position. Pour la saison 2008, il pilote au sein de l'écurie française ART Grand Prix. De plus, Fillipi pilote chez Qi-Meritus Mahara en GP2 Asia. 
Il avait également obtenu une place de pilote essayeur en F1 chez Honda, écurie avec laquelle il a réalisé des essais fin 2007.
En 2009, avec Super Nova Racing, il décroche une victoire en GP2 Series. La saison suivante est plus difficile pour l'Italien, qui ne remporte aucune victoire en GP2 ; toutefois, il remporte deux victoires en Auto GP. En GP2 Asia Series, il termine vice-champion. La saison 2011 est plus fructueuse pour Filippi : il est sacré vice-champion Auto GP. En GP2, après une première moitié de saison sans succès, il change d'écurie et intègre la Scuderia Coloni (en) : il décroche alors trois victoires et termine vice-champion, derrière Romain Grosje
La suite de sa carrière est plus effacée : en 2012, il effectue quelques courses en Green Scout Cup, trois courses en GP2 pour une victoire et remporte le festival d'Aston Martin Le Mans, en catégorie GT2. En 2013, il part aux États-Unis et court lors de quatre courses en IndyCar Series : il termine trentième de la saison. La saison suivante, il prend part aux manches de Houston et de Toronto : il termine 28e du championnat.

## Carrière
- 1994-1997 : Minikart 60 cm3
- 1998-1999 : Kart 100 Junior

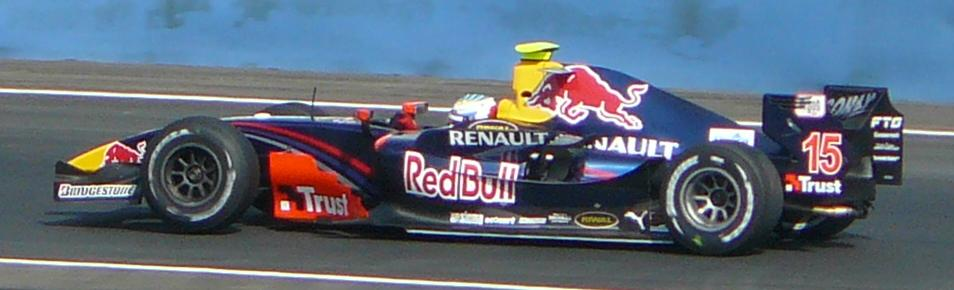
Luca Filippi en GP2 Series en 2008.

- 2000 : Championnat italien Open 100 Junior
- 2001 : Championnat italien de Formule A, Championnat Européen de Formule A, Coupe du Monde Indoor à Paris-Bercy
- 2002 : Championnat italien Open Formule A, Championnat du Monde Formule Super A, Winter Series Formule Renault 2000, Mazda MX-5 Cup
- 2003 : Championnat italien de Formule Renault 2000 - 18e
- 2004 : 3e du Championnat italien de Formule Renault 2000, Euro 3000 Series Super Fund, Formule 3000 International, World Series V6 by Renault, Prix Caschetto d'oro de Bologne
- 2005 : Champion de Formule 3000 Italie, trophée Italian Silver Helmet, tests en GP2, test en Formule 1 avec Minardi
- 2006 : Championnat GP2 (chez FMS et BCN) - 19e
- 2007 : Championnat GP2 (SuperNova) - 4e / Formule 1 (tests chez Honda)
- 2008 : Championnat GP2 (Art GP et Arden International) - 19e
- 2009 : Championnat GP2 (SuperNova) - 5e
- 2010 :
  - Championnat GP2 Asia - 2e
  - Championnat GP2 (SuperNova) - 20e
  - Championnat Auto GP - 5e
- 2011 : 
  - Championnat GP2 (Scuderia Coloni) - 2e
  - Championnat Auto GP - 2e
- 2012 :
  - Championnat GP2 - Trois courses, une victoire, 16e
- 2013 :
  - IndyCar Series - Quatre courses, un meilleur tour, 30e
- 2014 :
  - IndyCar Series - Quatre courses, 28e

## Résultats en GP2 Series
| Saison | Écurie                                 | Courses disputées | Pole Positions | Victoires | Podiums | Points inscrits | Classement |
| ------ | -------------------------------------- | ----------------- | -------------- | --------- | ------- | --------------- | ---------- |
| 2006   | Fisichella Motor Sport BCN Competición | 18                | 0              | 0         | 0       | 7               | 19e        |
| 2007   | Super Nova Racing                      | 21                | 2              | 1         | 6       | 59              | 4e         |
| 2008   | ART Grand Prix Arden International     | 21                | 0              | 0         | 1       | 6               | 19e        |
| 2009   | Super Nova Racing                      | 21                | 1              | 0         | 4       | 40              | 5e         |
| 2010   | Super Nova Racing                      | 10                | 1              | 0         | 0       | 5               | 20e        |
| 2011   | Super Nova Racing Scuderia Coloni (en) | 18                | 0              | 3         | 5       | 54              | 2e         |

## Résultats en IndyCar Series
| Saison | Écurie                 | Châssis      | Moteur | Pneus     | Nombre de courses | Points inscrits | Classement |
| ------ | ---------------------- | ------------ | ------ | --------- | ----------------- | --------------- | ---------- |
| 2013   | Barracuda Racing       | Dallara DW12 | Honda  | Firestone | 4                 | 53              | 30e        |
| 2014   | Rahal Letterman Racing | Dallara DW12 | Honda  | Firestone | 4                 | 46              | 28e        |